# The Chain

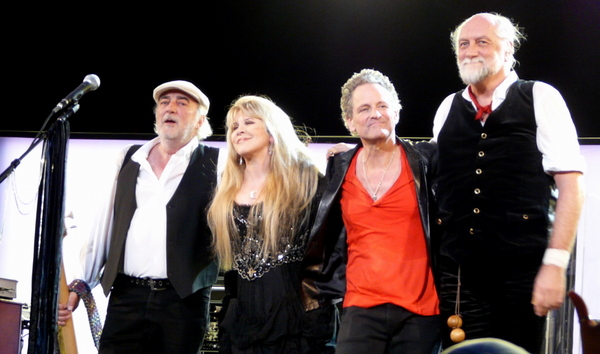
Fleetwood Mac (2009)

The Chain ist ein Lied der Rockband Fleetwood Mac, das 1977 auf dem Album Rumours veröffentlicht wurde. Es ist der einzige Song des Albums, an dem alle fünf Mitglieder (Stevie Nicks, Lindsey Buckingham, Christine McVie, John McVie und Mick Fleetwood) mitgeschrieben haben.
Das Lied wurde zum festen Bestandteil der Liveshows, in der Regel als Eröffnungssong. So wurde es auf The Dance, einer 1997 veröffentlichten CD/DVD mit Live-Konzerten, und auf mehreren Greatest-Hits-Kompilationen der Band verwendet. Besonders bekannt wurde das Lied in Großbritannien, wo der Instrumentalteil als Erkennungsmelodie für die Fernsehübertragungen der BBC und Channel 4 über die Formel 1 verwendet wurde.

## Entstehung
The Chain entstand aus Kombinationen von mehreren zuvor abgelehnten Fragmenten, darunter auch Soloarbeiten von Lindsey Buckingham, Stevie Nicks und Christine McVie. Der Song wurde in der Record Plant in Sausalito, Kalifornien, mit den Toningenieuren Ken Caillat und Richard Dashut zusammengesetzt, wobei die Bänder zum Teil manuell mit Rasierklinge und Klebeband bearbeitet wurden. Der Schlussteil von The Chain, der mit einer Basslinie von John McVie beginnt, wurde zuerst entwickelt. Stevie Nicks hatte den Text separat geschrieben und war der Meinung, dass er gut dazu passen würde; sie und Christine McVie überarbeiteten den ersten Teil des Stücks. Andere Teile wurden aus einem frühen Lied von Christine namens Keep Me There übernommen, bei dem das Blues-Motiv entfernt, die Akkordfolge aber beibehalten wurde. Um den Song zu vervollständigen, verwendete Buckingham das Intro eines früheren Songs aus einem Duett mit Nicks, Lola (My Love), das auf ihrem Album von 1973 veröffentlicht worden war.
Aufgrund der Zusammenstellung aus verschiedenen Entwürfen ist The Chain einer der wenigen Fleetwood-Mac-Songs, deren Urheberschaft allen Bandmitgliedern zugeschrieben wird.

## Besetzung
- Lindsey Buckingham: E-Gitarren – Dobro – Gesang
- Stevie Nicks: Gesang – Tamburin (in Live-Versionen)
- Christine McVie: Harmonium – Hammondorgel – Harmoniegesang
- John McVie: Bassgitarre
- Mick Fleetwood: Schlagzeug – Tamburin

## Kommerzieller Erfolg

### Chartplatzierungen
1997 veröffentlichte Fleetwood Mac eine CD/DVD mit Live-Konzerten unter dem Titel The Dance, auf der die Mitglieder der Rumours-Ära von Fleetwood Mac wieder vereint waren. Die Version von The Chain erreichte Platz 30 der Billboard Mainstream Rock Tracks Chart. Außerdem tauchte die Studioversion 2009 erstmals in den Charts auf, wo sie im Vereinigten Königreich auf Platz 94 debütierte. Zwei Jahre später erreichte der Song Platz 81.
| ChartsChartplatzierungen     | Höchstplatzierung | Wochen |
| ---------------------------- | ----------------- | ------ |
| Vereinigtes Königreich (OCC) | 76 (… Wo.)        | …      |

### Auszeichnungen für Musikverkäufe
Im März 2025 wurde der Song von der British Phonographic Industry mit Fünffach-Platin für über drei Millionen verkaufte und gestreamte Einheiten ausgezeichnet.
| Land/Region                  | Auszeichnungen für Musikverkäufe (Land/Region, Auszeichnung, Verkäufe) | Verkäufe  |
| ---------------------------- | ---------------------------------------------------------------------- | --------- |
| Dänemark (IFPI)              | Platin                                                                 | 90.000    |
| Italien (FIMI)               | Gold                                                                   | 50.000    |
| Neuseeland (RMNZ)            | 8× Platin                                                              | 240.000   |
| Spanien (Promusicae)         | Gold                                                                   | 30.000    |
| Vereinigtes Königreich (BPI) | 5× Platin                                                              | 3.000.000 |
| Insgesamt                    | 2× Gold · 14× Platin ·                                                 | 3.410.000 |

Hauptartikel: Fleetwood Mac/Auszeichnungen für Musikverkäufe

## Coverversionen
2004 wurde das Lied von der amerikanischen Rockband Tantric als zweite Single aus ihrem zweiten Album After We Go ausgekoppelt und landete auf Platz 36 der US Mainstream Rock Charts. 
2011 veröffentlichte die kanadische Rockband Three Days Grace das Lied auf ihrer EP Lost in You und erreichte Platz 45 in den Rock Digital Song Sales Charts.